# Globalization
Globalization è l'ottavo album in studio del rapper cubano-statunitense Pitbull, pubblicato nel novembre 2014.

## Tracce
1. Ah Leke (featuring Sean Paul) – 3:04
2. Fun (featuring Chris Brown) – 3:22
3. Fireball (featuring John Ryan) – 3:56
4. Time of Our Lives (con Ne-Yo) – 3:49
5. Celebrate – 3:12
6. Sexy Beaches (featuring Chloe Angelides) – 3:57
7. Day Drinking (featuring Heymous Molly) – 3:08
8. Drive You Crazy (featuring Jason Derulo & Juicy J) – 3:50
9. Wild Wild Love (featuring G.R.L.) – 3:23
10. This Is Not a Drill (featuring Bebe Rexha) – 3:25
11. We Are One (Ole Ola) (featuring Jennifer Lopez & Claudia Leitte) – 3:42

## Classifiche
| Classifica (2014-25) | Posizione massima |
| -------------------- | ----------------- |
| Belgio (Fiandre)     | 110               |
| Belgio (Vallonia)    | 148               |
| Danimarca            | 25                |
| Finlandia            | 14                |
| Norvegia             | 15                |
| Polonia              | 69                |
| Spagna               | 90                |
| Stati Uniti          | 18                |
| Svezia               | 10                |
| Svizzera             | 34                |